# Mauritania Tingitana
La provincia romana de Mauritania Tingitana (en latín, Mauretania Tingitana) fue una antigua provincia romana situada en el extremo occidental de la costa africana del mar Mediterráneo. 
Se correspondía aproximadamente con la parte noroeste del actual Marruecos, abarcando también las ciudades españolas de Ceuta y Melilla y las plazas de soberanía en el norte de África. Fue creada al dividir el reino conquistado en 40 d. C. de Mauritania y limitaba al este con Mauritania Cesariense y al oeste con el océano Atlántico, si bien el territorio bajo su jurisdicción varió a lo largo de la vida del imperio, permaneciendo los territorios al sur de la provincia en manos de tribus mauri locales.
Durante la reorganización provincial romana del siglo IV dependió de la diócesis de Hispania, por lo que fue llamada también Hispania Transfretana, la que está más allá del estrecho, o fretum.

## Historia

### Conquista y Alto Imperio
Fue incorporada relativamente tarde al Imperio romano, en el año 40, cuando Calígula ordenó asesinar a Ptolomeo, monarca del reino de Mauritania, convirtiendo su reino en una nueva provincia romana.
Tras estallar una sublevación encabezada por Edemón, liberto de Ptolomeo, sofocada bajo el sucesor de Calígula, su tío el emperador Claudio, el antiguo reino fue dividido en dos provincias en 42, tomando como límite entre ambas el río Mulucha (Muluya), situado a unos 60 kilómetros al oeste de la actual Orán: en la parte occidental, Mauritania Tingitana, con capital en Tingis, la moderna Tánger, y en la oriental, Mauritania Cesariense, con capital en la antigua capital del reino, Cesárea o Iol Cesárea, en la actualidad Cherchell (Argelia).
El territorio provincial ocupado efectivamente por Roma fue el comprendido en el triángulo formado por Tingis, la capital de la provincia, la Colonia Sala, en la costa atlántica y Volubilis, en el interior, comprendiendo también la pequeña franja de tierra situada entre el Mediterráneo y la cordillera del Rif hasta el río Muluya, frontera con la Cesariense.
Las ciudades más importantes de la provincia eran la propia Tingis, Volubilis, Lixus y Rusadir (la moderna Melilla)
Las exportaciones principales de la Tingitana eran tintes púrpuras, maderas nobles y aceite. Los habitantes de la zona, los mauri, término del que procede el actual "moro", fueron altamente apreciados por los romanos como soldados, especialmente como caballería ligera. La influencia romana estaba confinada sobre todo a la costa, y Roma gobernó el interior a través de caudillos mauri locales.

### El Bajo Imperio y la conquista vándala
Hacia 285, Diocleciano decidió abandonar el territorio provincial situado al sur de Lixus (junto al actual Larache), lo que incluía el abandono de Volubilis, y la provincia pasó a formar parte de la diocesis Hispaniarum (y por lo tanto de la prefectura de las Galias), constituyendo una de sus provincias, y así permaneció hasta su conquista por los vándalos en 429.

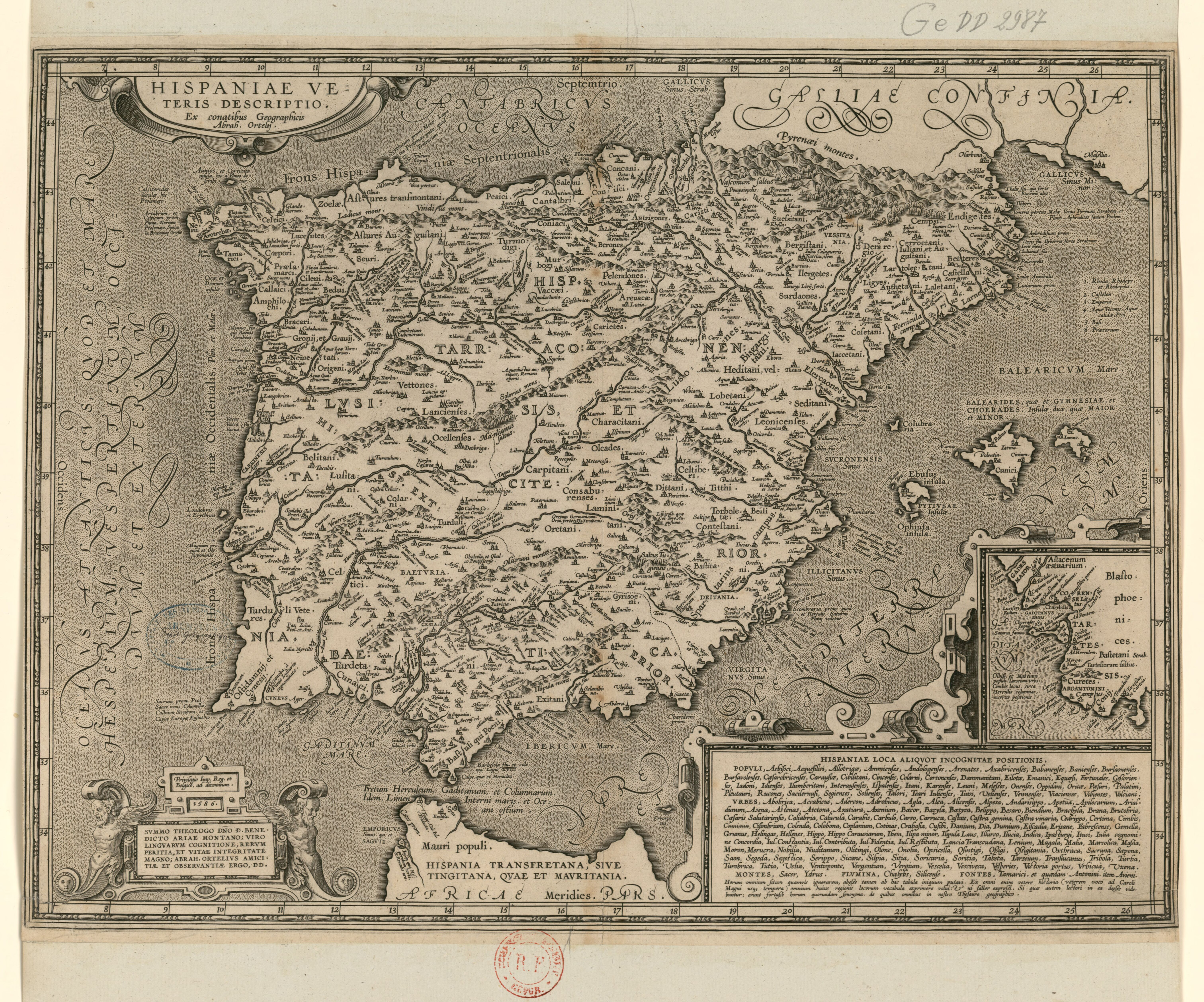
Hispaniae veteris descriptio / ex conatibus geographicis, Abraham Ortelius

El cristianismo se extendió rápidamente por la región. Según la tradición, el martirio de San Marcelo ocurrió el 28 de julio de 298 en Tingis.
Los vándalos se habían establecido en la Bética en 422 liderados por su rey Gunderico, y desde allí parecen haber realizado incursiones sobre Mauretania Tingitana. En 427, el entonces comes Africae (conde de la diócesis de África), Bonifacio rechazó una orden de cese del emperador Valentiniano III, y derrotó al ejército enviado contra él. Fue menos afortunado cuando una segunda fuerza fue enviada en 428 (año en el que Gunderico fue sucedido por Genserico). Bonifacio invitó a Genserico a África, proporcionándole una flota para permitir el paso de los vándalos a Tingis en 429. La intención de Bonifacio era confinar a los vándalos en Mauritania, pero una vez pasado el estrecho rechazaron cualquier control y marcharon hacia Cartago, arrasando todo a su paso en las provincias de Mauritania. Con el hundimiento del poder romano en la zona, esta pasó a ser virtualmente independiente, en manos de jefes locales mauri.

### Conquista por el Imperio romano de Oriente bajo Justiniano I
En 533, Belisario reconquistó la diócesis de África de manos de los vándalos en nombre del emperador Justiniano. Algunas posiciones serían recuperadas por los bizantinos el 534. Después, en una fecha entre 552 y el 564, ocuparon territorios al sur de Hispania (Spania) que unieron a las posiciones del norte de África de la antigua Tingitana, dando a todo el territorio el nombre de Mauritania Secunda. Así se restableció un Dux Mauretaniae (duque de Mauretania), el cual mantenía una unidad militar en Septem (la actual Ceuta).
Los yacimientos arqueológicos romanos más importantes son Volubilis (patrimonio de la Humanidad), Lixus (próximo a al actual Larache) y Augusta Zilil (o Zilis, en Arcila).

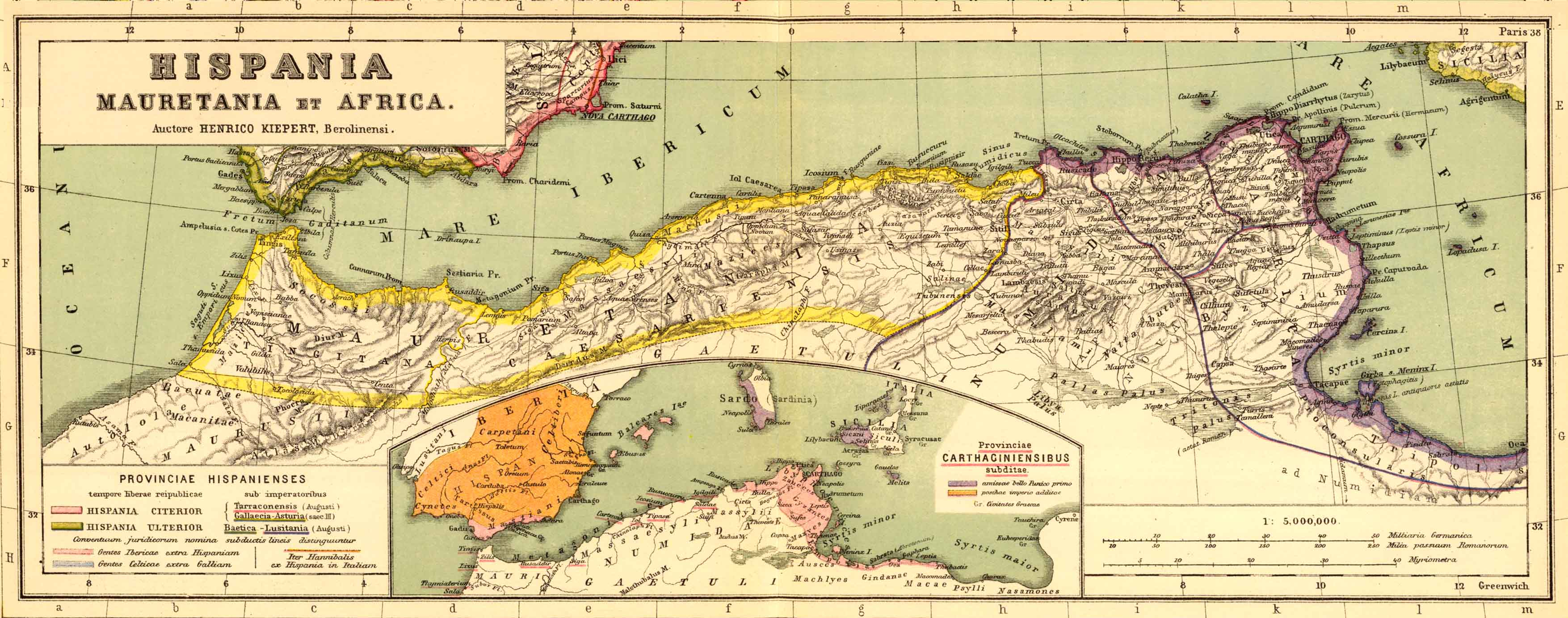
Mapa de las provincias romanas de Mauritania Tingitana, Mauritania Cesariense y Numidia.

## Relaciones con otras provincias del imperio

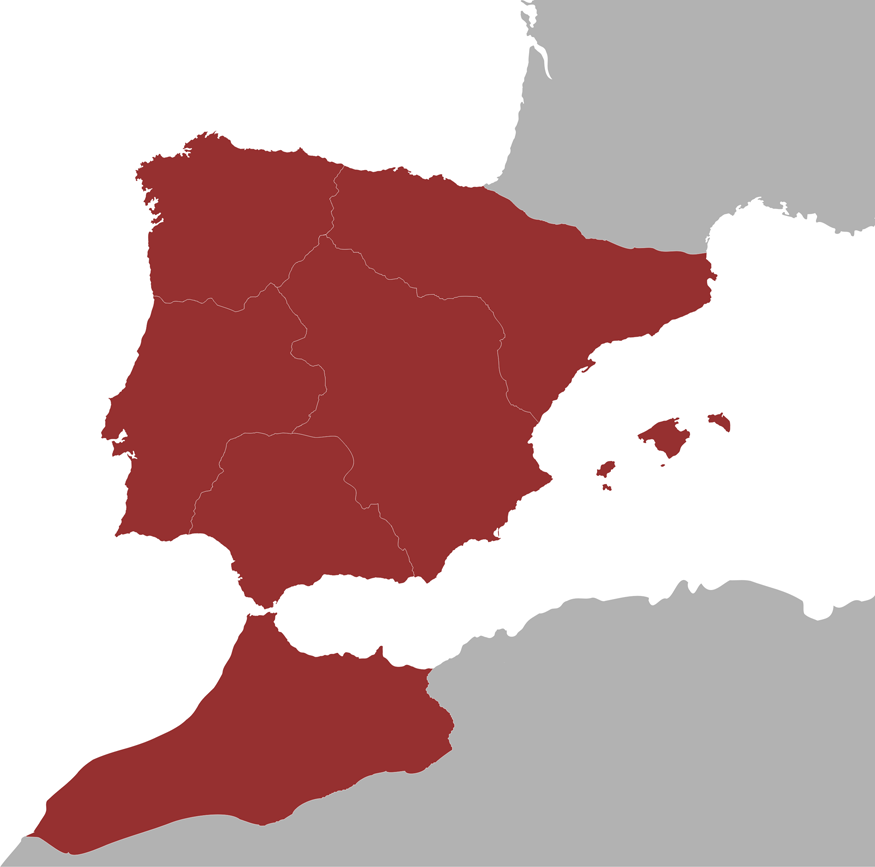
Provincias romanas (del Norte al Sur) de Gallaecia, Hispania Tarraconensis, Lusitania, Hispania Carthaginensis, Bética y Mauritania Tingitana sobre Adriano (117-138).

La práctica totalidad de las fuentes atestiguan la existencia de la provincia de Mauritania Tingitana desde su creación en el año 42 hasta su desaparición tras la invasión de los vándalos. Tuvo buenas relaciones económicas con la Bética (de hecho, llegó a depender económicamente de aquella)[cita requerida] hasta la incorporación de la provincia a la diócesis de Hispania tras la reforma diocleciana.
Las relaciones entre ambas Mauritanias fueron también frecuentes, especialmente en el plano militar. Según cuenta Tácito en el libro primero de sus «Historias», en el año 68, Albino fue nombrado por Nerón gobernador de Mauritania Cesariense. Posteriormente, Galba le concedió el gobierno también de la Tingitana, pero al morir aquel tomó el partido de Otón, y empezó a amenazar Hispania, por lo que fue eliminado por partidarios de Vitelio. Posteriormente en varias ocasiones, el mando militar de ambas provincias fue unificado (no así el civil), debido a los continuos enfrentamientos con las tribus mauri de la zona.
Durante el reinado de Marco Aurelio, se produjeron diversas incursiones de tribus mauri en la Bética, generando una crisis militar. Una inscripción menciona para este periodo la denominación Nova Hispania Ulterior Tingitana.[cita requerida]
Con la reforma diocleciana, lo que quedaba de la provincia (abandonado el sur de ella más allá de Lixus y perdida la contigüidad territorial con la Cesariense) se convirtió en el limes de la diócesis, con dos fines: controlar el estrecho e impedir las incursiones bereberes en las ricas provincias de Hispania.

### Interpretaciones africanistas
Tomás García Figueras, ideólogo del africanismo militarista y delegado de Asuntos Indígenas en el Protectorado Español de Marruecos, siempre justificó la presencia española en África como fruto de las relaciones entre la península y el norte de Marruecos, que rastreaban hasta los tiempos romanos. García Figueras afirmó en su obra «Marruecos (la acción de España en el norte de África)» (Madrid, 1939) que:

El emperador Otón, en prueba de estimación a la provincia de la Hispania Ulterior que él había mandado, y con el fin de que aumentara su comercio y la extensión de su gobierno, en el año 69 d. C. agregó la provincia imperial de la Mauritania Tingitana (que ocupaba dicha orilla sur hasta el río Malva o Muluya, y tenía su capital en Tingis-Tánger) a la provincia Bética y al convento jurídico de Cádiz (aunque posteriormente tuvo convento jurídico propio) llamándola Hispania Transfretana (o que está más allá del Estrecho o fretum). Más tarde, el emperador Vespasiano dividió la Hispania Ulterior en dos provincias: la Lusitania y la Betica, quedando la España transfretana unida a esta última. Bajo Adriano (117-138), Hispania se dividió en las siguientes provincias: Tarraconensis, Carthaginensis, Gallaecia, Lusitania, Baetica y Mauritania Tingitana. La Tingitania entonces tuvo su gobernador propio, que residía en Tánger y también recibió jurisdicción al crearse el Convento de Tánger. El emperador Caracalla rebautizó esa provincia como Nova Hispania Ulterior Tingitana. Posteriormente, con la reforma administrativa del Imperio que lleva a cabo Diocleciano (284-305) se reorganizó el Imperio creando las llamadas diócesis. Una de ellas fue precisamente Hispania cuya capital, parece que estaba en Córdoba. En el 297 la diócesis de Hispania comprendía las seis provincias antes referidas.

El historiador jesuita Juan Francisco de Masdeu escribió en el tomo XVII de su obra «Historia Crítica de España, y de la cultura española», de 1796:

Así, en la página 89 de mi tomo séptimo escribí así: El emperador Othon por los años sesenta y nueve de la Era Cristiana dio a los Andaluces para mayor ayuda del comercio las costas de la Mauritania, donde están ahora los Reynos de Fez y Marruecos, que tomaron desde entonces el nombre de Hispania Tingitana, y quedaron sujetos a la Isla de Cádiz. En las páginas once y dieciséis del tomo octavo volví a decir: cincuenta y cuatro años después de la muerte de Augusto, el emperador Salvio Othón añadió a los dominios de España la Tingitania, no como provincia diferente sino como parte de la Bética... Dicha provincia Tingitana, que se llamó también Hispania Transfretana, cogía el pequeño trecho de África, en que están ahora los Reynos de Fez y Marruecos en frente de las costas de Gibraltar. Además de Tingi, que era su capital, conocida con el nombre de Tánger, había en ella otras muchas ciudades, como Volubilis

Fray Bartolomé de las Casas, en su opúsculo a la Brevísima Relación de la Destrucción de las Indias, habla de la conquista española y portuguesa de África. Dirá:

Terminada la reconquista de Portugal, los portugueses no se detuvieron en su propio territorio sino que ayudaron en varias ocasiones a Castilla y, al fin, se lanzaron a la conquista de territorios del otro lado del estrecho de Gibraltar, que consideraban también objetivo de re-conquista, ya que habían sido tierras cristianas conquistadas por los árabes. Así, tomarán las ciudades de Ceuta (1415), Alcazarseguer (1458), Anfa (1468), Arcila (1471), Larache y Tánger (1471), etc.
De modo parecido procederán los españoles (castellanos y aragoneses) después, quienes no pararon hasta re-conquistar Melilla (1497), Mazalquivir (1505), el Peñón de Vélez de la Gomera (1506), Orán (1509), Bugía y Trípoli (1510), etc.
Unos y otros, por lo demás, saltaron al sur del estrecho incluso con la idea de que no sobrepasaban las propias fronteras y la operación era de verdadera re-conquista interna, pues, según los autores del siglo XV, el noroeste del continente (la Mauritania tingitana), formaba parte de la antigua Hispania; era la parte que llamaban "Hispania Ulterior", que llegaba hasta el monte Atlas

Precisamente en una edición de este opúsculo de Fray Bartolomé hecha en Salamanca en 1989 se hace un comentario extenso sobre esta hispanidad de la Mauritania tingitana:

Véase Roger Bacon, Geographia, en su opus maius, edit. cit., p. 292, y Pedro de Ailli, Imago Mundi, c. 8.
Bacon dice: "Hispania... ulterior transit Gaditanum fretum usque in provinciis Africae. Unde extenditur ultra Gades Herculis et attingit montem Atlatem". Cita a Plinio, ([His. nat. lib III proem.]); a Paulo Orosio, Ormesta mundi (o sea, su Historia adversus paganos, libri VII, escrita después del 416 [lib. 1, c.2]. "Ormesta mundi" la llaman unos códices. "Hormesta undi" otros. Sigiverto Havercamp, comentador de la obra, dice que tales expresiones son corrupciones de "miseria mundi", en que se centra la obra y que aparece también en el título de algunos códices: "De Cladibus et Antiquis Miseriis Mundi". Cf. Patrología latina, XXXI, 642b). Cita también a San Isidoro (Etimologiarium, lib, lib. XIV, [c.4]). Pero, en estos autores, la distinción en citerior y ulterior tiene el conocido sentido limitado a la península; no dicen que la Ulterior pasase el estrecho y llegase hasta el Atlas. Cita asimismo la profecía de Merlino Jofre Mommouth, obispo de San Asaph (Prophetiae de Merín, escritas entre 1135-1154). Pero acerca de esta obra no puedo opinar por no tenerla a mano.
Ailly, quien se inspira en Bacon, da un paso más y dice: "Et non loquitur de Hispania citeriori quae nunc Hispania communiter dicitur". Entiende, por tanto, que la citerior es la península entera, mientras que la citerior comenzaba al sur de lo que ahora es el estrecho de Gibraltar; de manera que se identificaba con el actual Marruecos hasta el monte del Altas.
Estos autores, como se ve, utilizan la terminología de la primitiva división romana de Hispania en citerior y ulterior (cuya división por el Mediterráneo era Cartagena). Pero se lanzan a los tiempos míticos de cuando todavía no existía- dicen- el estrecho de Gibraltar. 
En tales autores, la base lingüística subyacente de incluir en la Hispania ulterior el actual Marruecos pienso que es el hecho de que los romanos llamaban "Hesperia" a la región más occidental del mundo por ellos conocida; así llamaban a nuestra península y también a la costa Atlántica del continente africano hasta el cabo que llaman Hesperionceras.
Mas, aparte el remite a los tiempos míticos en que no existía el estrecho y a la base lingüística griega, existió una base histórica mucho más reciente.
En efecto, después de haber sido creadas en el 197 a.C. las provincias hispánicas citerior y ulterior; de haber subdividido Augusto en el 27 a.C. la ulterior en Lusitania y Bética; y haber subdividido transitorialmente Caracalla, entre 214-217, la citerior en Tarraconensis y Gallaecia; y la Hispania ulterior en Lusitania, Bética y Tingitania; ésta constituida por primera vez en provincia hispánica. De manera que la Mauritania tingitana (que ya desde antes había sido apéndice de Bética) fue constituida en Hispania tingitana (o tangerina), también llamada Hispania transfretana (de más allá del estrecho).
Desde la caída del Imperio romano occidental (a. 476), la historia de esta provincia es decadente y oscura. Después de haberse apoderado de ella los vándalos, en 426, quienes llegaron hasta Cartago, y haber establecido allí su reino vándalo es recuperada por los visigodos en tiempos de Alarico II (484-507). Hacia 542 pasa a poder de los bizantinos. Con Sisebuto (612-671) pasa de nuevo, al parecer, a los visigodos. Y, según parece también, a principios del siglo VIII, a la vez que D. Rodrigo era duque (gobernador) de la Bética y D. Oppas arzobispo de Sevilla, D. Julián era conde (gobernador) de Tingitania, quien (conquistado Tánger, la capital, por los árabes, en 708) pasó a Ceuta, donde se rindió al moro Muza en 709.

## Guarnición militar
La provincia Mauritania Tingitana estuvo guarnecida exclusivamente por unidades auxiliares, constatadas en los diplomas militares.

#### De 88 a 135
Comprendía 5 Alae y 12 cohortes de infantería y mixtas de caballería e infantería.
| - Ala III Asturum - Ala I Augusta Gallorum - Ala Gemelliana - Ala I Hamiorum - Ala I Gallorum Tauriana | - Cohors III Asturum civium romanorum - I Asturum et Callaecorum - Cohors I Bracarum - Cohors I Celtiberorum civium Romanorum - Cohors V Delmatarum | - Cohors IV Gallorum - Cohors II Hispanorum - Cohors II Hispanorum (Vasconum) - Cohors I Ituraeorum - Cohors I Lemavorum | - Cohors II Syrorum sagittariorum - Cohors IV Vindelicorum |

#### 145 a 162/203
Estaba compuesta por 5 Alae y 11 cohortes peditatae y equitatae.
| - Ala III Asturum - Ala I Augusta Gallorum - Ala Gemelliana - Ala I Hamiorum - Ala I Gallorum Tauriana | - Cohors III Asturum - Cohors I Asturum et Callaecorum - Cohors V Delmatarum - Cohors III Gallorum - Cohors IV Gallorum | - Cohors II Hispana - Cohors II Hispanorum (Vasconum) - Cohors I Ituraeorum - Cohors I Lemavorum - Cohors II Syrorum sagittariorum | - Cohors IV Tungrorum |